# Karabük
Karabük là một thành phố nằm trong tỉnh Karabük của Thổ Nhĩ Kỳ. Thành phố Karabük có diện tích km2, dân số thời điểm năm 2009 là 103.302 người. Đây là thành phố lớn thứ 73 tại Thổ Nhĩ Kỳ.

## Khí hậu
| Dữ liệu khí hậu của Karabük                  | Dữ liệu khí hậu của Karabük | Dữ liệu khí hậu của Karabük | Dữ liệu khí hậu của Karabük | Dữ liệu khí hậu của Karabük | Dữ liệu khí hậu của Karabük | Dữ liệu khí hậu của Karabük | Dữ liệu khí hậu của Karabük | Dữ liệu khí hậu của Karabük | Dữ liệu khí hậu của Karabük | Dữ liệu khí hậu của Karabük | Dữ liệu khí hậu của Karabük | Dữ liệu khí hậu của Karabük | Dữ liệu khí hậu của Karabük |
| Tháng                                        | 1                           | 2                           | 3                           | 4                           | 5                           | 6                           | 7                           | 8                           | 9                           | 10                          | 11                          | 12                          | Năm                         |
| -------------------------------------------- | --------------------------- | --------------------------- | --------------------------- | --------------------------- | --------------------------- | --------------------------- | --------------------------- | --------------------------- | --------------------------- | --------------------------- | --------------------------- | --------------------------- | --------------------------- |
| Cao kỉ lục °C (°F)                           | 20.1 (68.2)                 | 23.5 (74.3)                 | 29.7 (85.5)                 | 32.4 (90.3)                 | 37.0 (98.6)                 | 37.6 (99.7)                 | 41.4 (106.5)                | 39.6 (103.3)                | 40.9 (105.6)                | 33.3 (91.9)                 | 26.9 (80.4)                 | 19.3 (66.7)                 | 41.4 (106.5)                |
| Trung bình ngày tối đa °C (°F)               | 7.3 (45.1)                  | 12.2 (54.0)                 | 16.3 (61.3)                 | 21.1 (70.0)                 | 24.7 (76.5)                 | 28.6 (83.5)                 | 31.7 (89.1)                 | 32.8 (91.0)                 | 29.2 (84.6)                 | 22.3 (72.1)                 | 15.0 (59.0)                 | 9.0 (48.2)                  | 20.8 (69.4)                 |
| Trung bình ngày °C (°F)                      | 2.3 (36.1)                  | 5.8 (42.4)                  | 8.8 (47.8)                  | 12.2 (54.0)                 | 16.8 (62.2)                 | 20.5 (68.9)                 | 23.3 (73.9)                 | 23.9 (75.0)                 | 20.2 (68.4)                 | 14.6 (58.3)                 | 8.1 (46.6)                  | 3.9 (39.0)                  | 13.4 (56.1)                 |
| Tối thiểu trung bình ngày °C (°F)            | −0.9 (30.4)                 | 1.5 (34.7)                  | 3.4 (38.1)                  | 5.4 (41.7)                  | 10.8 (51.4)                 | 14.6 (58.3)                 | 16.3 (61.3)                 | 16.7 (62.1)                 | 13.5 (56.3)                 | 9.5 (49.1)                  | 3.6 (38.5)                  | 0.7 (33.3)                  | 7.9 (46.2)                  |
| Thấp kỉ lục °C (°F)                          | −11.5 (11.3)                | −11.8 (10.8)                | −4.8 (23.4)                 | −2.1 (28.2)                 | 0.5 (32.9)                  | 0.7 (33.3)                  | 10.4 (50.7)                 | 10.8 (51.4)                 | 4.6 (40.3)                  | 0.8 (33.4)                  | −5.4 (22.3)                 | −10.9 (12.4)                | −11.8 (10.8)                |
| Lượng Giáng thủy trung bình mm (inches)      | 44.1 (1.74)                 | 41.8 (1.65)                 | 42.9 (1.69)                 | 38.1 (1.50)                 | 66.3 (2.61)                 | 82.0 (3.23)                 | 22.6 (0.89)                 | 18.0 (0.71)                 | 31.4 (1.24)                 | 50.7 (2.00)                 | 34.9 (1.37)                 | 49.3 (1.94)                 | 522.1 (20.56)               |
| Số ngày giáng thủy trung bình                | 14.29                       | 12.71                       | 13.43                       | 11.14                       | 15.71                       | 15.57                       | 5.71                        | 5.43                        | 7.14                        | 10.71                       | 10.71                       | 13.86                       | 136.4                       |
| Số giờ nắng trung bình tháng                 | 58.9                        | 93.2                        | 139.5                       | 216.0                       | 198.4                       | 225.0                       | 291.4                       | 282.1                       | 222.0                       | 164.3                       | 126.0                       | 77.5                        | 2.094,3                     |
| Số giờ nắng trung bình ngày                  | 1.9                         | 3.3                         | 4.5                         | 7.2                         | 6.4                         | 7.5                         | 9.4                         | 9.1                         | 7.4                         | 5.3                         | 4.2                         | 2.5                         | 5.7                         |
| Nguồn: Cơ quan Khí tượng Nhà nước Thổ Nhĩ Kỳ |                             |                             |                             |                             |                             |                             |                             |                             |                             |                             |                             |                             |                             |